# Nyssodectes concinna
Nyssodectes concinna är en skalbaggsart som först beskrevs av Bates 1885. Nyssodectes concinna ingår i släktet Nyssodectes och familjen långhorningar.
Artens utbredningsområde är Panama. Inga underarter finns listade i Catalogue of Life.